# Kornhaus (Eilenburg)

Ansicht des Kornhauses von Südwesten an der Ecke Rinckartstraße/Südring (heute Dr.-Külz-Ring), Anfang 20. Jh.

Das Kornhaus in Eilenburg war das zentrale kommunale Getreidelager und Zeughaus. Es war der größte Profanbau der Stadt und eines der letzten erhaltenen Kornhäuser in Deutschland. Das stadtbildprägende Bauwerk bestand von 1549 bis 1945. 

## Lage
Das Kornhaus befand sich an der südlichen Grenze des Eilenburger Altstadtovals am Ende der Neugasse bzw. Kuhgasse (seit 1861 Rinckartstraße). In unmittelbarer Nähe lagen das südliche Stadttor (Neutor bzw. Kuhtor) und die Stadtmauer. Zwischen der Stadtbefestigung und dem Kornhaus verlief ein schmaler Weg. Im heutigen Stadtgefüge liegt der Standort an der Kreuzung Rinckartstraße und Dr.-Külz-Ring.

## Geschichte

Straßensituation in der Rinckartstraße mit Blick zum Marktplatz (um 1916)
Weihe der Ehrentafel für die gefallenen Kameraden der Eilenburger Feuerwehr (1921)
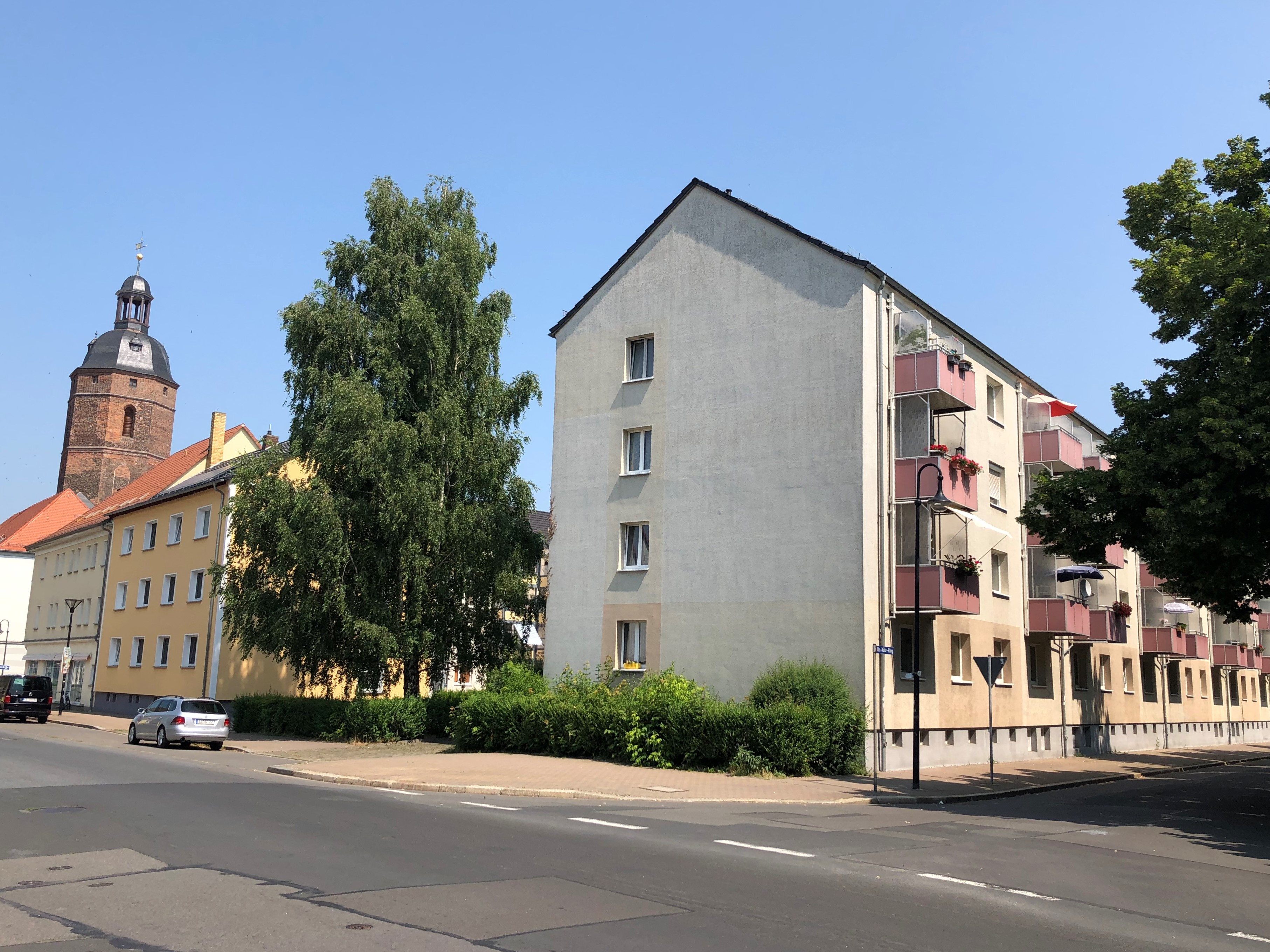
Heutiger Wohnblock, Bj. 1961, am ehemaligen Standort des Kornhauses (2021)

Der Eilenburger Magistrat ließ in den Jahren 1549 und 1550 das Kornhaus errichten. Es diente der Bevorratung von Lebensmitteln, insbesondere Getreide, Futtermitteln und Baumaterial für Not- und Kriegszeiten. Im Jahr 1690 erfolgten umfangreiche Instandsetzungsarbeiten an der städtischen Infrastruktur und so auch am Kornhaus. Am 11. August 1712 brannte das Bauwerk durch einen Blitzeinschlag bis auf die Grundmauern nieder und wurde in der Folge bis 1717 wieder errichtet. Für den Wiederaufbau waren seinerzeit 512 Stämme veranschlagt worden. Seit 1891 war im Erdgeschoss des Kornhauses das Gerätedepot der Freiwilligen Feuerwehr untergebracht. Aus diesem Grund wurde am Haupteingang die Maxime „Gott zur Ehr, dem Nächsten zur Wehr“ angebracht. 1921 wurde unter großer Teilnahme der Bevölkerung neben dem Portal eine Ehrentafel für die im Ersten Weltkrieg gefallenen und vermissten Kameraden enthüllt. Am 22. April 1945 erhielt das Kornhaus während der Kämpfe um Eilenburg schwere Treffer durch das Granatfeuer der anrückenden amerikanischen Artillerie und brannte vollständig nieder. Zu dem ursprünglichen Plan, das Baudenkmal wiederaufzubauen und einer neuen Nutzung als Stadtmuseum oder Café zuzuführen, kam es nicht mehr. Die Reste des Kornhauses wurden Ende der 1950er Jahre abgetragen. An dem Standort wurde ein schlichter Wohnblock errichtet, der bis heute besteht.

## Baubeschreibung
Der massige Bau des Kornhauses maß 80 Ellen Länge und 27 Ellen Breite, was einem Grundriss von rund 53,4 mal 18 Metern entspricht. Die Traufhöhe lag bei 7 Metern und die Firsthöhe bei 14 Metern.  Das Bauwerk verfügte über drei Vollgeschosse sowie mindestens zwei Dachböden unterhalb des hohen Satteldachs. Auf alten Stadtdarstellungen aus dem 16. und 17. Jahrhundert befindet sich an der Südseite des Daches ein Zwerchhaus, das später nicht mehr vorhanden war und wahrscheinlich nach dem Brand 1712 nicht wieder aufgebaut wurde. Die Gründung erfolgte auf einem Bruchsteinfundament, das noch etwa 1,2 Meter über das Straßenniveau ragte. Das Mauerwerk bestand aus roten Ziegelsteinen, die mit hoher Wahrscheinlichkeit aus der städtischen Ziegelei stammten. Im Inneren trennten Gewölbemauern das untere Geschoss in drei separate Lagerräume.
Die Giebelseite mit dem großen spätgotischen Spitzbogenportal lag zum Westen hin. Damit öffnete sich der Bau wie die nahegelegene Nikolaikirche in Richtung Rinckartstraße. Der repräsentative Eingang war mit Rochlitzer Porphyr eingefasst und verfügte über einen Schlussstein mit der Inschrift „Anno MDXXXXX“ („[Erbaut] Im Jahre 1550“). Ein weiterer ebenerdiger Zugang befand sich an der südlichen Traufseite. Auf dieser Seite lagen auch die in beiden Obergeschossen vorhandenen Öffnungen zur Beladung mittels Seilzug. Diese Tore waren jeweils versetzt zum Eingang und zueinander. Die Giebelseite war mit je drei Fenstern in den Obergeschossen und zwei Fenstern im ersten Dachgeschoss symmetrisch angelegt. Die Fassade der Traufseite war in neun Fensterachsen gegliedert, wobei nicht jede Fensteröffnung angelegt war. Nach innen hin erweiterten sich die Fensteröffnungen beträchtlich. Das Mauerwerk wies abgesehen von den die Fenster flankierenden Rundbögen keinen Zierrat auf. Es wies horizontale Reihen von Öffnungen zur Belüftungen der Lagerböden auf. Die große Fläche des Satteldachs verfügte auf der Südseite über zwei langgezogene Hechtgauben. Insgesamt war die Durchfensterung gering und konnte das Gebäudeinnere nur mäßig erhellen.